# 宏國大鎮
宏國大鎮，是位於臺灣新北汐止的一座住宅社區。由宏國集團發展，1992年至1995年興建，社區自組管委會管理。社區共12座，自社區入口逆時鐘排列依序為A至L棟，合1752單位，一樓有沿街店鋪。

## 歷史

### 地緣背景
宏國大鎮位於汐止大同路，西北倚基隆河與康誥坑溪。該地清代屬水返腳街外，1920年地方改制屬七星郡汐止街水返腳街，1950年後屬汐止鎮智慧里。:142-150該地曾作汐止鎮農會倉庫，1959年方雨庵在該處設立中興中學汐止分部，1967年創辦方曙商工。1982年8月，西仕颱風經臺灣東方海面，西南氣流帶來豪雨及洪水，沖毀校舍，方曙商工遷往桃園縣龍潭重建。1987年，琳恩颱風經過臺灣造成基隆河洪患，該處淹水。
1980年代末期，隨著北二高動工，周圍工業區開發，汐止成為大財團進入開發的重點區域，包含聯邦建設「聯邦瓏山林」、國泰建設「環翠天廈」等。當時的廣告吹捧汐止為臺北市擴大版圖後的「臺北新東區」、「未來逐漸取代信義計畫」。:128

### 預售與建造（1991年-1995年）
1991年，宏國集團以瑞益建設公司向臺北縣政府申請兩張以上建照，同年開始以「宏國大鎮」對外預售此案，是當時汐止單價最低的預售案，吸引許多投資客進場。1992年開工建造，由李祖原、王重平設計。社區佈局安排12座大樓，逆時針方向自東南起命名為A棟至L棟，排列呈開口朝向東南方的ㄇ字型。西南角預留臨路土地規劃興建M棟。社區中庭為私有公共空間，以獲得縣府同意獎勵容積。1995年社區落成啟用。由於上一波1982年至1989年的房市循環漲幅過多，1989年開始下跌，之後進入多年盤整。宏國大鎮預售屋甚至出現拋售，二手價一度低於一手價。

### 宏國大鎮落成後
交屋後，居民發現公共設施不全，1997年社區管委會掛起布幅陳情。
1998年10月，寶絲颱風強降水，基隆河氾濫，南岸的汐止國小校地遭受洪水侵蝕，宏國大鎮地基裸露，公共設施損壞。宏國大鎮居民前往臺北市敦化北路宏國集團總部抗爭，要求宏國公司將流失的地基回填。學者楊重信在水災過後受訪稱，汐止都市計畫沒有畫出行水區，宏國大鎮雖然是合法建築，但尤清縣府准許在行水區內興建大樓並不合理。
2000年10月底，象神颱風降水造成汐止水災，宏國大鎮地下室遭洪水侵襲，社區停水停電。水災重挫汐止的房屋市場，1990年代在汐止推案仍有大量餘屋或開發計畫的建設公司如大慶、聯邦、宏國、國泰成為受災公司。:2252001年9月中旬，納莉颱風在臺北強降水造成汐止水患，宏國大鎮再度受災，地下停車場遭洪水灌入。
2005年7月，游錫堃與謝長廷內閣完成員山子分洪道，基隆河不再發生嚴重洪患。
2006年4月，宏國大鎮西北方跨越基隆河的江北二橋通車。2007年臺鐵西部幹線汐科車站啟用。
基隆河右岸親水自行車道於宏國大鎮社區設置了兩處平接出入口。
宏國集團原規劃在宏國大鎮基地臨路的西南角興建地上40層的商業大樓，編號M棟，高151米，沒有興建。後來西南角土地經轉手，2008年由合作金庫合眾建築公司起造「甲山林天廈」。2012年，合眾公司與宏國大鎮社區兩造對於相鄰土地的所有權存有分歧，宏國大鎮社區的地下停車場出入口位於這塊土地上。

## 外部連結
- 宏國大鎮原銷售示意圖